# 格盧布利亞湖

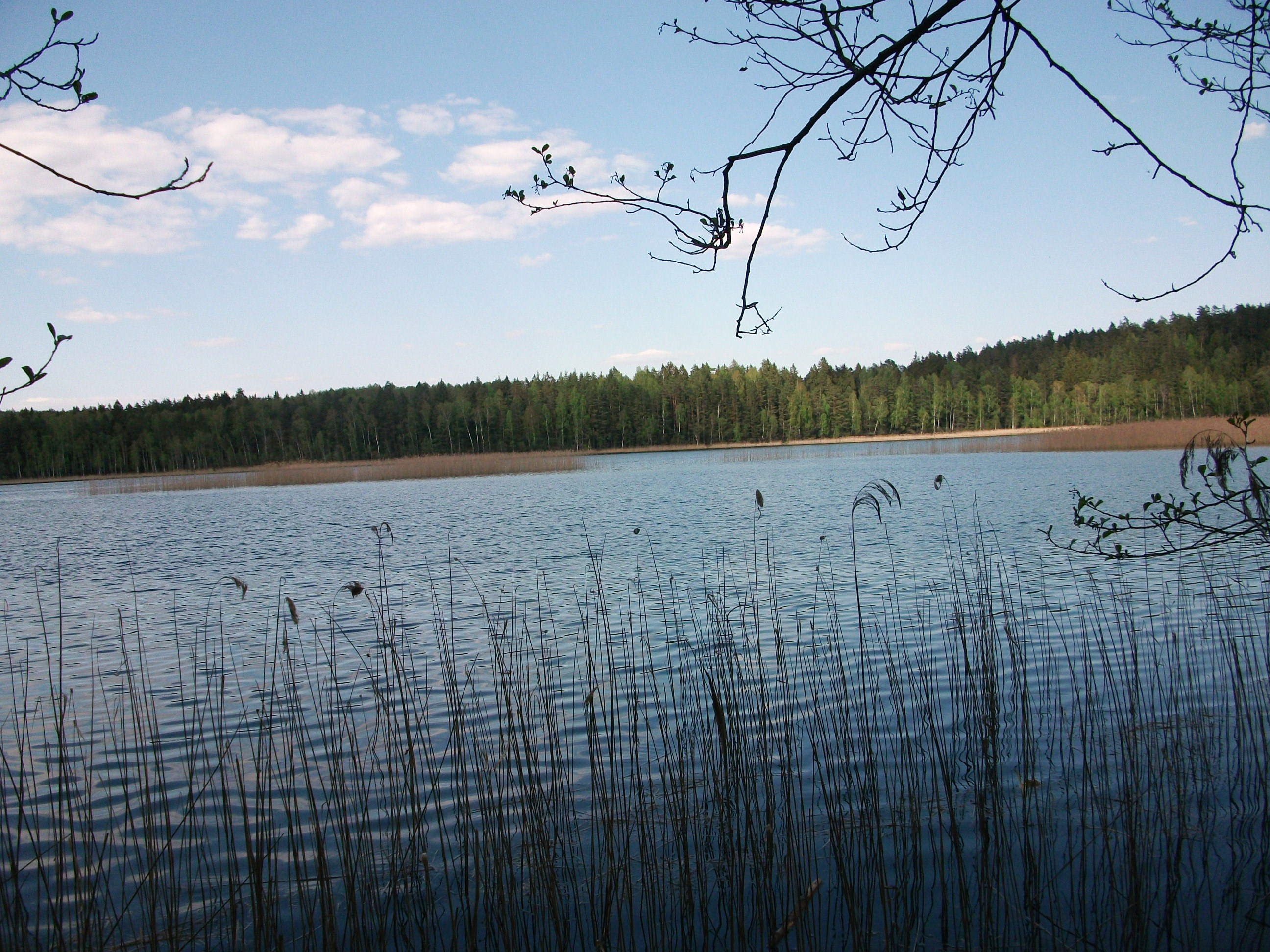
格盧布利亞湖

格盧布利亞湖（白俄羅斯語：Глубля）是白俄羅斯的湖泊，位於米亞德利西北35公里，由明斯克州負責管轄，長1.15公里、寬0.51公里，面積0.47平方公里，集水區面積1.43平方公里，平均水深10.4米，最大水深26.8米。